# Monte Acotango
L'Acotango è uno stratovulcano alto 6.052 m s.l.m. ai confini tra Cile e Bolivia forma con altri vulcani la catena del Nevados de Quinsachata allineata in direzione nord-sud. Il vulcano attualmente inattivo, mostra forti segni di erosione, ma sul fianco nord della montagna è presente una colata di lava morfologicamente recente, questo dato fa supporre che lo stesso fosse attivo anche nell'Olocene.